# Xã New England, Quận Hettinger, Bắc Dakota
Xã New England (tiếng Anh: New England Township) là một xã thuộc quận Hettinger, tiểu bang Bắc Dakota, Hoa Kỳ. Năm 2010, dân số của xã này là 107 người.